# Gylfe (1874)
Gylfe var en dansk och senare svensk hjulångare som i huvudsak trafikerade Köpenhamn och Malmö men ibland även andra destinationer kring Öresund mellan 1874 och 1922. 

## Historik
Fartyget beställdes 1872 samtidigt som sitt systerfartyg Gefion och levererades och sattes i trafik genom DFDS den 23 september 1874. Under 1892 så förlängdes fartyget på så att man kunde utöka antalet passagerare från 850 till 1000. Den 1 maj 1900 togs trafiken och fartyget över av Svenska Rederi AB Öresund och seglade under svensk flagg, trafikerade sedan från 1919 under dansk flagg av Dampskibsselskabet Øresund fram till 1922 och året därpå så skrotades skeppet.